# Mehmed Spaho
Mehmed Spaho, född 13 mars 1883, död 29 juni 1939, var en jugoslavisk och bosniakisk politiker och ledare för den Jugoslaviska muslimska organisationen (JMO).